# حمله ابوکمال
حمله ابوکمال (انگلیسی: 2008 Abu Kamal raid) حمله‌ای بود که توسط افسران شبه‌نظامی هلیکوپتری سازمان سیا از بخش فعالیت‌های ویژه، فرماندهی عملیات ویژه ایالات متحده و ستاد فرماندهی مشترک عملیات ویژه در داخل خاک سوریه در ۲۶ اکتبر ۲۰۰۸ انجام شد. دولت سوریه این رویداد را حمله‌ای «جنایتکارانه و تروریستی» به حاکمیت خود خواند و ادعا کرد که تمام هشت کشته گزارش شده غیرنظامی بوده‌اند. با این حال، یک منبع نظامی ناشناس آمریکایی ادعا می‌کند که هدف، شبکه‌ای از جنگجویان خارجی بود که قصد داشتند از طریق سوریه سفر کنند تا به شورشیان عراقی علیه ائتلاف به رهبری ایالات متحده در عراق و دولت عراق بپیوندند.